# Charles H. Holmes
Charles Horace Holmes (* 24. Oktober 1827 in Albion, New York; † 2. Oktober 1874 ebenda) war ein US-amerikanischer Politiker. Zwischen 1870 und 1871 vertrat er den Bundesstaat New York im US-Repräsentantenhaus.

## Werdegang
Charles Horace Holmes besuchte öffentliche Schulen, die Albion Academy und graduierte dann an der Albany Law School. Nach dem Erhalt seiner Zulassung als Anwalt 1855 begann er in Albion zu praktizieren. Politisch gehörte er der Republikanischen Partei an. Er wurde in einer Nachwahl im 28. Wahlbezirk von New York in den 41. Kongress gewählt, um dort die Vakanz zu füllen, die durch den Rücktritt von Noah Davis entstand. Seinen Sitz im US-Repräsentantenhaus nahm er am 6. Dezember 1870 ein, schied allerdings schon am 3. März 1871 aus dem Kongress aus. Nach seiner Kongresszeit praktizierte er in Albion wieder als Anwalt, wo er am 2. Oktober 1874 verstarb. Sein Leichnam wurde dann auf dem Mount Albion Cemetery beigesetzt.